# Masakra na lotnisku Laha

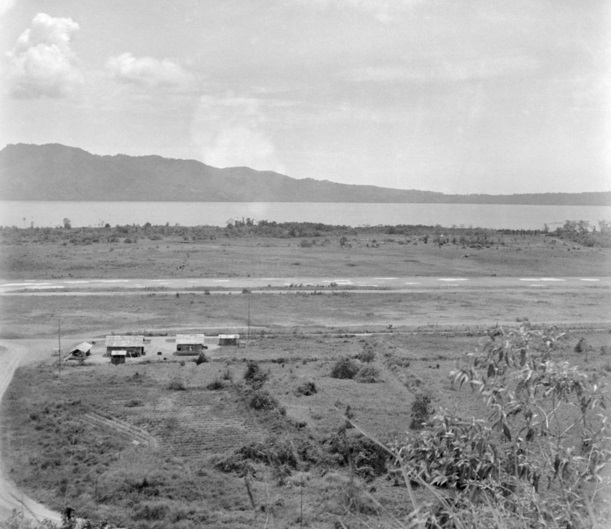
Lotnisko Laha na wyspie Ambon. Zdjęcie z 1945 roku

Masakra na lotnisku Laha (ang. Laha Massacre) – zbrodnia wojenna popełniona w lutym 1942 roku, w trakcie wojny na Pacyfiku, na wyspie Ambon w archipelagu Moluków. Z rąk żołnierzy i marynarzy japońskiej Cesarskiej Marynarki Wojennej zginęło wtedy ponad 300 australijskich i holenderskich jeńców wojennych.
31 stycznia 1942 roku, podczas kampanii w Holenderskich Indiach Wschodnich, japońskie siły inwazyjne przeprowadziły desant na Ambonie. Po czterodniowych walkach opór australijsko-holenderskiego garnizonu został złamany. Wkrótce po zakończeniu bitwy Japończycy zamordowali około 300 jeńców, których wzięli do niewoli w rejonie lotniska Laha. Ofiary zostały ścięte lub zakłute bagnetami w trzech masowych egzekucjach, które przeprowadzono między 5 a 20 lutego. Zbrodni najprawdopodobniej dokonano na rozkaz kontradmirała Kōichirō Hatakeyamy. Miała być odwetem za straty poniesione przez Japończyków podczas walk na Ambonie, w tym przede wszystkim za śmierć kilkudziesięciu marynarzy z trałowca W–9, który zatonął na holenderskiej minie.
Tragiczny okazał się również los obrońców, którzy uniknęli natychmiastowej śmierci z rąk Japończyków. Spośród blisko 800 Australijczyków, których osadzono w obozach jenieckich na Ambonie i Hajnanie, jedynie 312 doczekało wyzwolenia.

## Geneza
Na przełomie 1940 i 1941 roku, w związku z narastającym napięciem politycznym w Azji i na Pacyfiku, rządy Wielkiej Brytanii, Australii i Holandii porozumiały się w sprawie wspólnych działań na wypadek japońskiej agresji. Holendrzy zgodzili się, aby ich lotnictwo z baz w Holenderskich Indiach Wschodnich wsparło obronę brytyjskich posiadłości na Półwyspie Malajskim. W zamian Australijczycy mieli skierować trzy dywizjony lotnicze na wyspy Ambon i Timor, a także zapewnić kontyngenty lądowe celem wzmocnienia obrony tamtejszych lotnisk. Owe dwa kontyngenty wraz z garnizonem Nowej Brytanii stanowić miały wysuniętą linię obrony Australii, określaną mianem „bariery malajskiej”.
Australijski kontyngent wyznaczony do obrony Ambonu nosił nazwę Gull Force („Mewy”). Jego trzon stanowił 2/21 batalion ze składu 23. Brygady 8. Dywizji Piechoty AIF. Na wyspę skierowano także kilka mniejszych jednostek, w tym baterię artylerii ppanc., kompanię saperów, pododdziały łączności, sanitarny, kwatermistrzowski i techniczny. Dowództwo nad Gull Force sprawował ppłk Leonard Roach, który był jednocześnie dowódcą 2/21 batalionu. Ponadto na Ambonie stacjonował garnizon holenderski, którym dowodził ppłk Joseph R.L. Kapitz. Jego kadrę oficerską tworzyli rodowici Holendrzy, natomiast zdecydowana większość żołnierzy była mieszanego lub tubylczego pochodzenia. Łącznie wyspy miało bronić ponad 3,7 tys. żołnierzy, w tym 1150 Australijczyków i 2,6 tys. Holendrów.
Z obawy przed prowokowaniem Japończyków rząd holenderski zwlekał z wydaniem zgody na przerzucenie Gull Force na Ambon. Australijczycy znaleźli się na wyspie dopiero 17 grudnia 1941 roku, a więc 10 dni po ataku na Pearl Harbor. W konsekwencji nie zdołano przygotować odpowiednich umocnień, ani wypracować mechanizmów współdziałania wielonarodowego garnizonu.
Garnizony „bariery malajskiej” były zbyt słabe, aby opierać się japońskiej inwazji dłużej niż przez kilka dni. Na wniosek szefa sztabu generalnego, gen. Vernona Sturdeego, australijski rząd podjął jednak decyzję, że nie będą podejmowane działania w celu ich wzmocnienia lub ewakuacji. Tymczasem w nocy z 6 na 7 stycznia 1942 roku japońskie lotnictwo po raz pierwszy zaatakowało Ambon. Począwszy od drugiego tygodnia stycznia naloty stały się bardziej intensywne. 13 stycznia ppłk Roach wystosował depeszę do naczelnego dowództwa w Melbourne, w której ostrzegał, że Gull Force nie będzie w stanie bronić się dłużej niż przez jeden dzień. W związku z faktem, że jego wcześniejsze wnioski o przysłanie posiłków zostały odrzucone, zaapelował o natychmiastową ewakuację swoich żołnierzy z Ambonu. Reakcja dowództwa była bardzo szybka i gwałtowna. Już następnego dnia Roach został pozbawiony stanowiska i odwołany do Australii. Dowodzenie nad Gull Force objął przybyły 16 stycznia ppłk William Scott.

## Bitwa o Ambon
Japońskie plany kampanii w Holenderskich Indiach Wschodnich obejmowały także opanowanie Ambonu. Przejęcie tamtejszego lotniska i portu miało ułatwić zdobycie Jawy oraz działania ofensywne przeciwko północnemu wybrzeżu Australii. Zadanie zdobycia wyspy powierzono Oddziałowi Wydzielonemu „Itō”. W jego skład wchodził 228 pułk 38. Dywizji Piechoty oraz kilka mniejszych jednostek (artyleryjskich, saperskich, transportowych i pomocniczych). Siły te liczyły łącznie 5,3 tys. żołnierzy. 12 lub 14 stycznia 1942 roku Oddział Wydzielony „Itō” wypłynął z Hongkongu. Po dziesięciodniowym postoju w filipińskim Davao konwój wraz z silną eskortą obrał kurs na Ambon. Po drodze dołączyły doń jeszcze dwa statki, przewożące 579 żołnierzy z 1. Specjalnego Oddziału Desantowego „Kure”, którym dowodził kadm. Kōichirō Hatakeyama.
Podpułkownik Kapitz spodziewał się, że główny desant nastąpi w zatoce Baguala, w pobliżu miasteczka Paso. Uderzenie w tym miejscu pozwoliłoby bowiem Japończykom szybko opanować miasto i port Ambon, a zarazem przeciąć wyspę w jej najwęższym punkcie. Holenderski dowódca skoncentrował więc w tym rejonie swoje główne siły. Australijskie kompanie „A” i „D” oraz pluton z kompanii „B”, wsparte przez jedną kompanię holenderską, broniły zachodniego wybrzeża półwyspu Laitimor w południowej części wyspy. Tam też ulokował swoje stanowisko dowodzenia ppłk Scott. Z kolei kompania „C” pod dowództwem mjr. Marka Newbury’ego wraz z pozostałymi pododdziałami kompanii „B”, którą dowodził kpt. Douglas Perry, zostały rozlokowane na półwyspie Hitu w północnej części wyspy. Razem z około 300 żołnierzami holenderskimi miały bronić lotniska Laha.
26 stycznia australijski samolot rozpoznawczy dostrzegł japoński konwój, który zmierzał w kierunku Ambonu. Trzy dni później wyspę opuściły ostatnie bombowce Lockheed Hudson z australijskiego 13. Dywizjonu. Na ich pokładach ewakuowano większość personelu Royal Australian Air Force.
31 stycznia rozpoczęła się japońska inwazja. O godzinie 1:00 nad ranem trzy japońskie bataliony wylądowały na południowo-wschodnim wybrzeżu półwyspu Laitimor. Było to całkowitym zaskoczeniem dla alianckiego dowództwa, które uważało, że desant w tym miejscu będzie niemożliwy z powodu zbyt trudnych warunków terenowych. Niemal w tym samym czasie żołnierze 1. Specjalnego Oddziału Desantowego, wsparci przez 10. kompanię 288. pułku piechoty, wylądowali w rejonie wioski Hitu-lama na półwyspie Hitu. Szybko przełamali opór stawiany przez kilka holenderskich plutonów, po czym skierowali się na południe – w kierunku zatoki Baguala i lotniska Laha.
Bitwa bardzo szybko zaczęła przybierać niekorzystny obrót dla aliantów. Japończycy zbliżyli się do Paso od południa, po czym zaczęli obchodzić od wschodu pozycje obrońców. W szeregach holenderskich oddziałów, złożonych głównie z ludności tubylczej, dawała się odczuć wyraźna niechęć do walki. Odnotowywano także przypadki paniki. Około godziny 18:00 Holendrzy poprosili o krótki rozejm, lecz Japończycy odmówili przyjęcia emisariuszy, po czym gwałtownie wznowili natarcie, bez walki biorąc do niewoli część obrońców, których zaskoczyli na stanowiskach na pierwszej linii. Nieco wcześniej, o godzinie 17:00, Japończycy przełamali obronę samotnego australijskiego plutonu i zajęli miasto Ambon. Mniejsze sukcesy odnotowali natomiast na północy. Intensywne opady deszczu i trudny teren sprawiły bowiem, że dopiero po upływie około piętnastu godzin zdołali zbliżyć się do lotniska Laha. W międzyczasie Australijczycy porzucili pas startowy, zajmując stanowiska na zalesionych wzniesieniach, które górowały nad lotniskiem. Żołnierze 1. Specjalnego Oddziału Desantowego podjęli próbę zdobycia tych pozycji, zostali jednak odparci z ciężkimi stratami.
1 lutego Japończycy wznowili natarcie w rejonie Paso, szybko przełamując opór Holendrów. Podpułkownik Kapitz doszedł do wniosku, że kontynuowanie walki nie ma sensu i podjął decyzję o kapitulacji. Tymczasem główne siły Gull Force, nieświadome faktu, iż Holendrzy zaprzestali walki, wycofywały się stopniowo na zachodni kraniec półwyspu Laitimor. Niektóre pododdziały nie zdołały opuścić pozycji obronnych i znalazły się w okrążeniu. Japończycy chwilowo nie podejmowali prób zniszczenia Australijczyków, ograniczając się do nalotów lotniczych i ostrzału z artylerii okrętowej. Nadal trwał impas na północy. 2 lutego żołnierze 1. Specjalnego Oddziału Desantowego ponowili próbę zdobycia lotniska Laha, kolejny raz zostali jednak odparci.
Rankiem 3 lutego Japończycy wznowili natarcie w rejonie lotniska. Pozycje obrońców zostały ostrzelane przez japońskie okręty i zaatakowane przez bombowce nurkujące. Około godziny 14:30 walki ustały. Według źródeł japońskich mjr Newbury miał z białą flagą udać się w kierunku pozycji przeciwnika, aby omówić warunki kapitulacji. Jako że nie był jednak upoważniony negocjować w imieniu holenderskich sojuszników, rozmowy zakończyły się bez żadnych konkluzji, aczkolwiek nie doszło do wznowienia walk. Newbury wraz z pozostałymi członkami dziesięcioosobowej delegacji został zatrzymany przez Japończyków i uwięziony w wiosce Soewakodo. Następnego dnia Japończycy mieli wysłać własną delegację na lotnisko, głośno wzywając Australijczyków, by wydelegowali swojego przedstawiciela, jeśli są już gotowi do kapitulacji. Nie uzyskali żadnej odpowiedzi, aczkolwiek ze strony Australijczyków nie padły również żadne strzały. Po kilku godzinach japońska delegacja powróciła na pole bitwy, tym razem podchodząc z innego kierunku. W pobliżu zabudowań lotniskowych napotkano grupę oficerów australijskich, którym towarzyszył jeden Holender. Obrońcy potwierdzili, iż zgadzają się na kapitulację. Około 150 Australijczyków oraz kilku Holendrów i żołnierzy tubylczych, zebrano na apelu, a następnie osadzono w pobliskich barakach. Niewoli uniknęła jedynie grupa około 20 Australijczyków pod dowództwem mjr. Iana McBride’a, która unikając kontaktu z Japończykami wycofała się w północne rejony wyspy.
Mniej więcej w tym samym czasie decyzję o kapitulacji podjął także mjr. Scott. Skłoniły go do tego brak wiary w sens kontynuowania walki, kończące się zapasy wody i żywności oraz wyraźnie dostrzegalny spadek morale w szeregach Gull Force. Kapitulacja australijskiego garnizonu nastąpiła 3 lutego około południa. Podczas walk na półwyspie Laitimor poległo piętnastu żołnierzy Gull Force. Wysokość strat bitewnych poniesionych w rejonie lotniska Laha jest trudna do ustalenia, gdyż jego obrońcy zostali wymordowani krótko po tym, jak znaleźli się w japońskiej niewoli.

## Masakra jeńców wojennych
Do pierwszej zbrodni w rejonie lotniska Laha doszło 1 lutego, a więc jeszcze przed zakończeniem bitwy o Ambon. Około dziesięciu jeńców, w większości żołnierzy holenderskiej jednostki łączności, zakłuto bagnetami w pobliżu Soewakodo. Zbrodni dokonali żołnierze plutonu dowodzonego przez chor. Sakamoto, na rozkaz kadm. Hatakeyamy. Przyczyną miała być obawa Japończyków, że jeńcy będą opóźniać marsz oddziałów inwazyjnych.
Nie ocalał żaden z australijskich i holenderskich żołnierzy, którzy trafili do niewoli w rejonie lotniska Laha. Z tego powodu jedynym źródłem informacji na temat przyczyn i przebiegu tragicznych wydarzeń, które rozegrały się tam po kapitulacji, są powojenne zeznania japońskich żołnierzy. Nie mogą być one jednak traktowane jako źródło w pełni wiarygodne.
Z japońskich relacji wynika, że decydujący wpływ na decyzję o wymordowaniu jeńców miała utrata trałowca W–9, który zatonął 2 lutego po wejściu na minę w zatoce Ambon. Wraz z okrętem zginęła większość około stuosobowej załogi. Ocalali z katastrofy marynarze mieli się domagać, aby za każdego z ich poległych kolegów zostało zabitych trzech alianckich żołnierzy. Kontradmirał Hatakeyama miał początkowo odmówić spełnienia ich prośby, lecz za drugim razem wyraził zgodę na wymordowanie jeńców. Być może przyczyną masakry były także straty, które Japończycy ponieśli w walkach o lotnisko.
Zadanie wymordowania jeńców powierzono żołnierzom 2. kompanii 1. batalionu 1. Specjalnego Oddziału Desantowego „Kure”. Kompanią dowodził por. Kenichi Nakagawa, a batalionem – por. Kunito Hatakeyama. Haruo Takada, jeden z żołnierzy tej jednostki, zeznał, że rozkaz wymordowania jeńców nadszedł w południe 5 lutego. Dowiedziawszy się o nim, Takada miał rzekomo zaprotestować, wskazując, że Japończycy mają wystarczające zapasy żywności, aby wykarmić jeńców, a także wystarczającą liczbę żołnierzy, aby ich pilnować. Porucznik Nakagawa miał się zgodzić z jego argumentami, podkreślając jednocześnie, że rozkaz kontradmirała Hatakeyamy jest jednoznaczny i należy go bezzwłocznie wykonać.
Pierwsza egzekucja odbyła się wieczorem 5 lutego (według innych źródeł – 6 lutego). Została precyzyjnie zaplanowana. Około 30 japońskich żołnierzy wysłano na plantację plantacji palm kokosowych położoną w odległości około 200 metrów od Soewakodo. Ich zadaniem było wykopanie masowych grobów. Następnie Nakagawa podzielił swój oddział na trzy grupy: jedna wyprowadzała jeńców z budynku, w którym byli przetrzymywani, druga zabezpieczała szlak przemarszu na plantację, trzecia przeprowadzała egzekucję. Ofiary najpierw pozbawiono wartościowych przedmiotów osobistych. Następnie wiązano im ręce za plecami, zawiązywano opaski na oczy i pojedynczo doprowadzano nad masowe groby. Tam zmuszano je do uklęknięcia, po czym mordowano przy użyciu mieczy lub bagnetów. Tego wieczora żołnierze Nakagawy zamordowali około 40–50 jeńców, w tym dowódcę kompanii „C” mjr. Marka Newbury’ego. Aktywny udział w egzekucji wziął tłumacz Masakiyo Ikeuchi, który w kolejnych latach dał się poznać z okrucieństwa wobec australijskich jeńców przetrzymywanych w obozie Tan Tui na Ambonie.
Drugą egzekucję przeprowadzono następnego dnia na terenie plantacji nieopodal wioski Tawiri, położonej w odległości około 700 metrów od lotniska. Zginęło wtedy 62 jeńców. Ofiary najpierw zgromadzono w małym budynku na terenie plantacji. Następnie wywoływano je pojedynczo i doprowadzano nad krawędź masowego grobu, gdzie były ścinane lub zakłuwane bagnetami. W gronie ofiar znaleźli się m.in. Wg Cdr Ernest Scott oraz siedmiu innych żołnierzy RAAF, których schwytano kilka dni wcześniej, gdy na pokładzie małej tubylczej łodzi usiłowali uciec z Ambonu. Egzekucję przeprowadziło około 20 japońskich żołnierzy pod dowództwem por. Nakagawy.
Ostatnia egzekucja, którą przeprowadzono około 20 lutego, była jednocześnie największą. Prawdopodobnie zamordowano wtedy ponad 200 jeńców. W egzekucji uczestniczyło około 60 żołnierzy z oddziału por. Nakagawy oraz około 30 ocalałych marynarzy z trałowca W–9. Podobnie jak w przypadku wcześniejszych masakr oddział egzekucyjny podzielono na trzy grupy: jedna doprowadzała jeńców, druga zabezpieczała miejsce egzekucji, trzecia mordowała jeńców nad krawędziami dwóch masowych grobów. Ze względu na dużą liczbę ofiar masakra trwała aż do godziny 1:30 w nocy. Z tego powodu część jeńców zamordowano w świetle płonących ognisk i ręcznych latarek. Okrucieństwo tych mordów powiększał fakt, że nie zawsze japońskim żołnierzom udawało się zabić jeńca jednym uderzeniem miecza lub pchnięciem bagnetu. Zdarzało się, że ciężko ranne ofiary wrzucano do grobów, by tam wykrwawiły się na śmierć. W międzyczasie pozostali jeńcy musieli czekać na swoją kolej, słuchając krzyków mordowanych kolegów.
Roger Maynard podaje, że w rejonie lotniska Laha poniosło śmierć 309 obrońców Ambonu. Mark Felton szacuje natomiast liczbę ofiar na 312. W ocenie Maynarda masakra w rejonie Laha była jedną z największych zbrodni wojennych popełnionych przez Japończyków podczas wojny na Pacyfiku.

## Epilog
Powodzeniem zakończyła się ucieczka mjr McBride’a i jego towarzyszy. Dziewięć dni po opuszczeniu lotniska udało im się kupić tubylczą łódź, którą pożeglowali na wyspę Seram, gdzie dołączyła do nich grupa żołnierzy holenderskich. Następnie przepłynęli na wyspy Aru, gdzie dołączyło do nich kolejnych 72 Holendrów. Na Aru udało się zorganizować dwie dodatkowe łodzie, dzięki którym Australijczycy i Holendrzy zdołali dopłynąć do odległej o ponad 300 kilometrów wsi Merauke na zachodnim wybrzeżu Nowej Gwinei Holenderskiej. Po drodze dołączyła do nich kolejna łódź, na której pokładzie znajdowała się holenderska rodzina oraz szesnastu żołnierzy australijskich. Cztery dni po wypłynięciu z Merauke uciekinierzy dotarli do wybrzeży Australii i ku zaskoczeniu miejscowego garnizonu wylądowali na przylądku Jork w stanie Queensland.
Tragiczny okazał się los tych Australijczyków, którzy uniknęli natychmiastowej śmierci z rąk Japończyków. Na półwyspie Laitimor wzięto do niewoli około 800 żołnierzy Gull Force. Zostali oni osadzeni w obozie jenieckim, który zorganizowano na terenie koszar Tan Tui. W tym samym miejscu osadzono również jeńców holenderskich. Pod koniec października 1942 roku 263 Australijczyków, w tym ppłk. Scotta, wywieziono do obozu jenieckiego na wyspie Hajnan u wybrzeży Chin. Tylko 191 jeńców z tej grupy zdołało doczekać kapitulacji Japonii. Jeszcze większą liczbę ofiar odnotowano wśród żołnierzy Gull Force, których pozostawiono w obozie Tan Tui. Na skutek głodu, chorób i brutalności strażników zmarło 407 spośród 528 jeńców, a więc 77 proc.
Prawda o masakrze na lotnisku Laha wyszła na jaw dopiero po zakończeniu wojny. Podpułkownik Scott wielokrotnie dopytywał o los swoich podwładnych, którzy walczyli na półwyspie Hitu. Za każdym razem Japończycy udzielali jednak fałszywych odpowiedzi, sugerując zazwyczaj, że żołnierze kompanii „B” i „C” zostali wywiezieni do obozów jenieckich w Japonii. Wielu mieszkańców Ambonu wiedziało jednak o losie, który spotkał obrońców lotniska. Po kapitulacji Japonii pomogli odnaleźć masowe groby, w których spoczywały szczątki ofiar masakry. Australijskim śledczym udało się zidentyfikować tylko 40 zwłok, w tym zwłoki mjr. Marka Newbury’ego.

## Odpowiedzialność sprawców
W trakcie wojny Kōichirō Hatakeyama awansował do rangi wiceadmirała. Zginął w katastrofie lotniczej w styczniu 1945 roku.
Po wojnie niektórzy ze sprawców masakry zostali aresztowani i osądzeni. Pierwszy proces odbył się w Rabaulu w dniach 14–17 lipca 1947 roku. Przed australijskim trybunałem wojskowym stanęli wtedy porucznicy Kunito Hatakeyama i Kenichi Nakagawa z 1. Specjalnego Oddziału Desantowego „Kure”. Obu uznano winnymi zarzucanych czynów i skazano odpowiednio na karę śmierci oraz karę 20 lat pozbawienia wolności. Decyzją generała adiutanta W. M. Andersona wyrok śmierci, który otrzymał Hatakeyama, został jednak złagodzony do 20 lat pozbawienia wolności.
Drugi proces rozpoczął się 27 lipca 1950 roku na wyspie Manus. Przed australijskim trybunałem wojskowym stanęło wtedy sześciu japońskich żołnierzy, którym zarzucono uczestnictwo w masowej egzekucji w dniu 5 lutego 1942 roku. Wyrokiem z 7 sierpnia 1950 roku pięciu oskarżonych uznano winnymi zarzucanych czynów. Chorąży Yamashita został skazany na karę 20 lat więzienia, marynarze Murayama i Kamioka – na kary 15 lat więzienia, szer. Shimohama – na karę 10 lat więzienia, a mar. Hayashi – na karę 8 lat więzienia. Szósty oskarżony, mar. Miyawaki, został uniewinniony.
Trzeci proces, który rozpoczął się 8 września 1950 roku na Manus, dotyczył drugiej masakry, która miała miejsce w rejonie Laha. Przed sądem ponownie stanęli wtedy chor. Yamashita, szer. Shimohama oraz marynarze Hayashi i Murayama. Razem z nimi sądzeni byli również chorążowie Sasaki i Suwa. Ze względu na brak wystarczających dowodów winy Suwa, Hayashi i Murayama zostali uniewinnieni. Pozostałych trzech oskarżonych uznano winnymi zarzucanych czynów. Sasaki został skazany na karę śmierci, Yamashita – na karę dożywotniego pozbawienia wolności, a Shimohama – na karę 10 lat więzienia. Decyzją australijskiego dowództwa wyroki Sasakiego i Yamashity zostały jednak złagodzone – odpowiednio na dożywotnie pozbawienie wolności oraz 20 lat więzienia.
Czwarty proces, który również toczył się na Manus, dotyczył ostatniej, a zarazem największej masakry dokonanej w rejonie Laha. Przed australijskim trybunałem wojskowym stanęli wtedy por. Takahiko Tsuaki – oficer z zatopionego trałowca W–9, chor. Keigo Kanamoto – dowódca oddziału remontowo-inżynieryjnego w 1. Specjalnym Oddziale Desantowym oraz mar. Shikao Nakamura. Porucznik Tsuaki został skazany na karę śmierci przez powieszenie, wyrok wykonano 11 czerwca 1951 roku na Manus. Kanamoto został skazany na karę dożywotniego pozbawienia wolności, a Nakamura usłyszał wyrok uniewinniający.
Po zawarciu przez mocarstwa zachodnie w 1951 roku traktatu pokojowego z Japonią japońskich zbrodniarzy wojennych odsiadujących wyroki więzienia zaczęto repatriować do Japonii, gdzie mieli odbyć resztę kary. Do grudnia 1958 roku wszyscy wyszli na wolność na mocy amnestii.

## Upamiętnienie

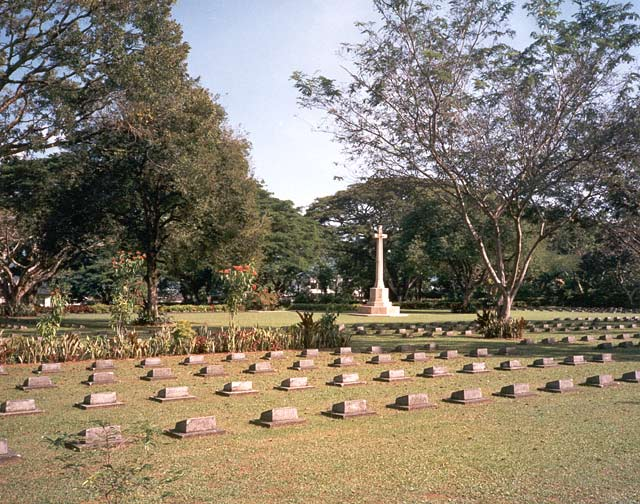
Cmentarz wojenny na Ambonie

Po wojnie na terenie byłego obozu jenieckiego Tan Tui zorganizowano cmentarz wojenny. Spoczywa na nim obecnie około 2 tys. alianckich żołnierzy. Są wśród nich zarówno obrońcy Ambonu, jak i żołnierze, których szczątki sprowadzono z innych wysp Moluków oraz z Celebesu.
W rejonie lotniska Laha znajduje się niewielki pomnik, który upamiętnia poległych i zamordowanych żołnierzy australijskich.
Tablice upamiętniające żołnierzy Gull Force, w tym ofiary masakry na lotnisku Laha, znajdują się na terenie Australian War Memorial w Canberze (odsłonięta w 2009 roku) oraz na terenie Kings Park w Perth (odsłonięte w 2011 roku).
O powojennych procesach w sprawie zbrodni popełnionych na Ambonie opowiada australijski dramat wojenny Blood Oath z 1990 roku (tytuł pol. W imię braterskiej krwi) w reżyserii Stephena Wallace'a. W filmie ukazano m.in. sceny ekshumacji masowych grobów w rejonie lotniska Laha.